# Vorzeitige Thelarche
Als vorzeitige Thelarche oder prämature Thelarche bezeichnet man ein im Kindesalter (unter acht Jahre) auftretendes Wachstum einer oder beider Brustdrüsen. Durch die Schwellung kann die Brust leicht druckempfindlich sein. Die Brustanbildung endet zumeist im Tanner-Stadium B2–3. Bei diesem Krankheitsbild fehlen definitionsgemäß weitere Östrogenisierungszeichen und auch die Skelettreife ist nicht beschleunigt. Gonadotropine und Estradiol sind im Normbereich. Eine vorzeitige Thelarche muss nicht behandelt werden.